# Brachyrhamdia imitator
Brachyrhamdia imitator е вид лъчеперка от семейство Heptapteridae. Видът не е застрашен от изчезване.

## Разпространение
Разпространен е във Венецуела.

## Описание
На дължина достигат до 5,4 cm.